# Shûdraka
Œuvres principales
Le chariot de terre cuite
Shûdraka (शूद्रक) est un prince, poète et auteur dramatique indien ayant vécu avant le VIIe siècle. On lui attribue le Mrichhhakatikâ (मृच्छकटिका) ou Le chariot de terre cuite, classique de la littérature sanskrite.
Il s'agit d'une pièce en dix actes dont l'action se déroule à Ujjain et comporte de multiples rebondissements. Les personnages principaux sont Vasantasena, belle courtisane, Chârudatta, brahmane sans fortune, et Samsthanaka, prince cruel. La pièce traite entre autres des problèmes que pose le vol d'un objet placé en dépôt, de la vanité de la richesse et de la nécessité d'observer dans ce domaine une certaine sagesse.
Le Mrichchhakatika a été adapté pour la première fois en français sous le titre Le Chariot d'enfant par Joseph Méry et Gérard de Nerval. Ce drame en vers, en cinq actes et sept tableaux, fut créé au théâtre de l'Odéon le 13 mai 1850. Le Chariot de Terre Cuite fut adapté par Victor Barrucand pour le Théâtre de l'Œuvre, pièce en 5 actes, décors des peintres Henri de Toulouse-Lautrec, Louis Valtat et Albert André, la pièce jouée en 1895 remporta un triomphe.

## Traductions françaises
- Le Chariot d'enfant, adapté par Joseph Méry et Gérard de Nerval, édition critique de Michel Brix et Stéphane Le Couédic, La Chasse au Snark, Jaignes, 2002[1].
- Le Chariot de terre cuite, trad. par Paul Regnaud, 1876 sur wikisource.
- Le Chariot de terre cuite, adapté par Victor Barrucand, Savine, Paris, 1895. Couverture illustrée par Toulouse-Lautrec.
- Le Chariot de terre cuite, adapté par Claude Roy, Gallimard, Collection Le Manteau d'Arlequin, Paris, 1988.